# Sophia Lillis
Sophia Lillis (New York, 13 febbraio 2002) è un'attrice statunitense, principalmente nota per aver interpretato il ruolo di Beverly Marsh nel film It (2017), adattamento cinematografico dell'omonimo romanzo di Stephen King.

## Biografia
Sophia Lillis è nata il 13 febbraio 2002 a Crown Heights, nel borough di Brooklyn, New York. Iniziò a recitare all'età di sette anni, prendendo lezioni al Lee Strasberg Theatre and Film Institute. Debuttò nel mondo del cinema nel 2014 nel film A Midsummer Night's Dream, dopo il quale recitò in 37 e in It. Con quest'ultimo soprattutto, diretto da Andy Muschietti, guadagnò fama internazionale con il suo ruolo di co-protagonista assieme a Jaeden Lieberher, Finn Wolfhard, Wyatt Oleff, Bill Skarsgård, Jack Dylan Grazer, Jeremy Ray Taylor e Chosen Jacobs. Lo stesso anno interpretò uno dei figli di Kristen Bell e Dax Shepard nel videoclip della cantante e musicista Sia, Santa's coming for us. Nel 2018 è entrata nel cast della serie televisiva della HBO Sharp Objects, nella quale ha interpretato Camille Preaker (Amy Adams) da ragazzina. Nel 2019 inizia ad interpretare il personaggio di Sydney, protagonista della serie televisiva I Am Not Okay with This.

## Vita privata
Sophia Lillis ha un fratello gemello, Jake, e un fratellastro di nome Philips. I suoi genitori hanno divorziato quando era ancora una bambina; vive con la madre, Juliana, ed il patrigno, Christopher Mellevold, che ha valorizzato la sua passione per il cinema.

## Filmografia

### Cinema
- A Midsummer Night's Dream, regia di Julie Taymor (2014)
- 37, regia di Puk Grasten (2016)
- It, regia di Andy Muschietti (2017)
- Nancy Drew e il passaggio segreto (Nancy Drew and the Hidden Staircase), regia di Katt Shea (2019)
- It - Capitolo due (It: Chapter Two), regia di Andy Muschietti (2019)
- Gretel e Hansel, regia di Oz Perkins (2020)
- Zio Frank (Uncle Frank), regia di Alan Ball (2020)
- Dungeons & Dragons - L'onore dei ladri (Dungeons & Dragons: Honor Among Thieves), regia di Jonathan Goldstein e John Francis Daley (2023)
- Asteroid City, regia di Wes Anderson (2023)
- The Adults, regia di Dustin Guy Defa (2023)
- Trap House, regia di Michael Dowse (2024)
- Bobby Fox In The Lower Dimension, regia di Krysanne Katsoolis (2024)
- Knight's Camp, regia di Daniel Bekerman (2024)

### Televisione
- The Real Housewives of New York City, (2012)
- Sharp Objects, miniserie TV, 8 episodi (2018)
- I Am Not Okay with This, serie TV, 7 episodi (2020)
- Acting for a Cause, serie TV, (2020)

### Videoclip
- Nothing to Find dei The War on Drugs (2017)
- Santa's Coming For Us di Sia (2017)
- Magic: The Gathering Arena – Training Montage (2019)

### Videogame
- OD di Hideo Kojima (2024)

## Doppiatrici italiane
Nelle versioni in italiano delle opere in cui ha recitato, Sophia Lilia è stata doppiata da:
- Veronica Benassi in I Am Not Okay With This, Dungeons & Dragons - L'onore dei ladri
- Vittoria Bartolomei in Nancy Drew e il passaggio segreto, Asteroid City
- Arianna Vignoli in It
- Lucrezia Marricchi in Sharp Objects
- Ginevra Pucci in It - Capitolo due
- Simona Chirizzi in Gretel e Hansel
- Valeria Damiani in Zio Frank

## Riconoscimenti
- 2018 – MTV Movie & TV Awards
  - Candidatura per la performance più terrorizzante per It